# スポーツフロンティア
『スポーツフロンティア』は、1991年4月14日から1994年3月27日までテレビ朝日系列局で放送されたテレビ朝日製作の報道番組・スポーツニュース番組。放送時間は毎週日曜 23:00 - 23:55 (JST) 。ただし、大相撲や夏の甲子園の実施期間中には、それぞれ『大相撲ダイジェスト』および『熱闘甲子園』を23:00から放送するために30分または60分繰り下げて放送。

## 概要
土曜日の『ニュースフロンティア』の姉妹編であり、当初はオープニングBGMも共用していた（『ニュースフロンティア』の方は毎回バンドによる生演奏が行われていたが、この番組では予め収録したものがニュース映像をバックに流されていた）。
日曜日のスポーツニュースは勿論のこと、スポーツに情熱をかける人物について取り上げたドキュメンタリーのコーナーや、日曜日の一般ニュースも放送していた（ニュースのみ報道フロアからの放送）。殆どの期間においては元プロ野球選手の栗山英樹がメインキャスターを務めていたが、その後、栗山が解説者としてはTBSテレビ・TBSラジオに移籍したため（テレビについてはその後2001年にテレビ朝日に復帰）、同じく元プロ野球選手でタレントの板東英二が務めていた。
1994年4月に番組は『ニュースフロンティア』と統合され、『フロンティア』と題して放送されるようになった。

## 歴代キャスター
| 期間 | 期間   | メインキャスター    | サブキャスター | サブキャスター | ニュース   |
| --- | ------ | ------------------- | -------------- | -------------- | ---------- |
| 1991.4 | 1992.3 | 栗山英樹            | 朝岡聡1・2     | 篠田潤子       | 田丸美寿々 |
| 1992.4 | 1993.3 | 栗山秀樹 田丸美寿々 | 辻義就3        | 篠田潤子       | 田丸美寿々 |
| 1993.4 | 1994.3 | 板東英二4           | 朝岡聡2・4     | 川瀬眞由美4    | （不在）   |
| - 1 『ナイトライン ANN』から続投。 - 2 『ニュースフロンティア』と兼務。 - 3 現・辻よしなり。 - 4 『フロンティア』も続投。 |        |                     |                |                |            |

## ネット局
系列は放送当時のもの。なお、当番組は姉妹番組の『ニュースフロンティア』と同様ANNのフルネット局のみ放送され、他系列とのクロスネット局では一切放送されなかった。
| 放送対象地域  | 放送局           | 系列           | 備考                                            |
| ------------- | ---------------- | -------------- | ----------------------------------------------- |
| 関東広域圏    | テレビ朝日       | テレビ朝日系列 | 制作局                                          |
| 北海道        | 北海道テレビ     | テレビ朝日系列 |                                                 |
| 宮城県        | 東日本放送       | テレビ朝日系列 |                                                 |
| 青森県        | 青森朝日放送     | テレビ朝日系列 | 1991年10月開局から                              |
| 秋田県        | 秋田朝日放送     | テレビ朝日系列 | 1992年10月開局から                              |
| 山形県        | 山形テレビ       | テレビ朝日系列 | 1993年4月のテレビ朝日系列へのネットチェンジから |
| 福島県        | 福島放送         | テレビ朝日系列 |                                                 |
| 新潟県        | 新潟テレビ21     | テレビ朝日系列 |                                                 |
| 長野県        | 長野朝日放送     | テレビ朝日系列 |                                                 |
| 静岡県        | 静岡朝日テレビ   | テレビ朝日系列 | [ 3 ]                                           |
| 石川県        | 北陸朝日放送     | テレビ朝日系列 | 1991年10月開局から                              |
| 中京広域圏    | 名古屋テレビ     | テレビ朝日系列 |                                                 |
| 近畿広域圏    | 朝日放送         | テレビ朝日系列 | 現:朝日放送テレビ                               |
| 広島県        | 広島ホームテレビ | テレビ朝日系列 |                                                 |
| 香川県 岡山県 | 瀬戸内海放送     | テレビ朝日系列 |                                                 |
| 山口県        | 山口朝日放送     | テレビ朝日系列 | 1993年10月開局から                              |
| 福岡県        | 九州朝日放送     | テレビ朝日系列 |                                                 |
| 長崎県        | 長崎文化放送     | テレビ朝日系列 |                                                 |
| 熊本県        | 熊本朝日放送     | テレビ朝日系列 |                                                 |
| 大分県        | 大分朝日放送     | テレビ朝日系列 | 1993年10月開局から                              |
| 鹿児島県      | 鹿児島放送       | テレビ朝日系列 |                                                 |

## テーマ曲

### オープニングテーマ
- 1991年4月 - 1992年3月 ニュースフロンティアのテーマ（清水信之と新聞によりますと）[7]
『ニュースフロンティア』と共用。姉妹番組の『ニュースフロンティア』とは異なり、CM前のアイキャッチでも曲が流れていたが、オープニング時と同じく生演奏ではなかった。
- 1992年4月 - 1993年3月 On Shore （DIMENSION） 
1992年8月にリリースされたシングル「ROUND TRIP」にC/Wとして収められている。このシングルにはテレビ朝日系列の番組テーマソングが3曲収められていたが、「ROUND TRIP」以外はアルバム未収録である。
- 1993年4月 - 1994年9月 下記のエンディングテーマと同じ。
ノック・ザ・ドア（小椋佳、1993年7月 - 1993年12月）
曲名不明（BAAD[要検証 – ノート]、1994年1月 - 1994年3月）
スポーツ番組にしては珍しく、ドラマ仕立てのオープニング映像となっていた[8]。

### エンディングテーマ
エンディングBGMは、歌入りの曲が以下の通りに使われていた。
- ときどき雲と話をしよう（KAN、1991年4月 - 1991年6月）
- それが大事（大事MANブラザーズバンド、1991年7月 - 1991年9月）
- 涙のスプラッシュ（永田真代、1991年10月 - 1991年12月）
- Tシャツで、よろしく（Sepia'n Roses、1992年1月 - 1992年3月）
- 愛はつづいてる（米米CLUB、1992年4月 - 1993年3月）
- 僕ならばここにいる（稲垣潤一、1993年4月 - 1993年6月）
- ノック・ザ・ドア（小椋佳、1993年7月 - 1993年12月）
- ときめきのままに（BAAD[要検証 – ノート]、1994年1月 - 1994年3月）